# Габитеан
Габитеан (арм. Գաբիթեան; также Габетеан, Гапитьян, Габитян) — гавар провинции Васпуракан Великой Армении.

## География
Габитеан является одним восточных гаваров провинции, находясь одновременно на юго-востоке Великой Армении. С юго-запада берега Габитеана омываются водами озера Урмия, на западе он граничит с гавараом Тайгреван, на севере с гаварами Багеан и Газрикан, на северо-востоке − с Артаванеаном, на востоке и юго-востоке − с Атропатеной.
В Габитеане находятся города Тил, Зарехаван и Парск.